# Cloniophorus rufipes
Cloniophorus rufipes là một loài bọ cánh cứng trong họ Cerambycidae.